# Вольский кадетский корпус
Вольский кадетский корпус — среднее военно-учебное заведение Российской империи в городе Вольске Саратовской губернии, существовавшее под различными названиями в 1859—1918 годах. 
Первые девять лет, в 1859—1868 годах именовался Вольским училищем военного ведомства. В 1868—1886 году именовался Вольской военной прогимназией и являлся первым в Российской империи военно-исправительным учебным заведением. С 1886 года именовался Вольской военной школой, сохраняя военно-исправительный профиль. После 1902 года постепенно утратил военно-исправительный характер (название Вольская военная школа при этом не менялось), а в 1908 был окончательно преобразован в кадетский корпус стандартного образца.
Вольский кадетский корпус был закрыт в 1918, однако десять лет спустя (в 1928 году) на его месте было вновь открыто военно-учебное заведение. В настоящее время (по состоянию на 2023 год) — Вольский военный институт материального обеспечения.

## Предпосылки создания училища
В 1831 году в Вольск была передислоцирована из Саратова Саратовская бригада батальонов военных кантонистов. К 1847 году бригада именовалась 5-й Саратовской, а после 1847 года — 3-й учебной Саратовской. К началу 1850-х годов личный состав бригады насчитывал 3300 человек, а за весь период существования из неё было выпущено для службы в армии на солдатских и унтер-офицерских должностях свыше 13 тысяч кантонистов.

## Вольское училище военного ведомства
Четырёхклассное (с четырёхлетним курсом образования) Вольское училище военного ведомства было основано указом императора Александра II в 1858 году, после того, как кантонистские бригады были распущены. Первоначально это было писарское училище на 250 учеников с трёхлетним курсом обучение, выпускавшее военных писарей унтер-офицерского звания. 
Училище проработало десять лет, причём с  1866 года считалось военным училищем общего профиля, что означало, что часть его выпускников теперь направлялась в полки вольноопределяющимися, тогда как другая часть — по-прежнему писарями. В 1868/69 учебном году  воспитанники училища были переведены в другие военно-учебные заведения, а здание Вольского училища было передано вновь образованной Военной прогимназии для хулиганов и отстающих учеников.

## Предпосылки создания Вольской военно-исправительной прогимназии

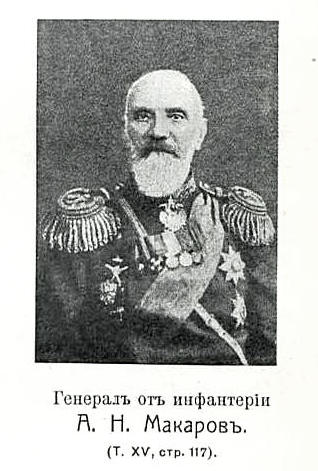
Аполлон Николаевич Макаров, военный преподаватель, сыгравший важную роль в создании Вольской прогимназии.

Предпосылки, приведшие к созданию этого военно-учебного заведения, дореволюционная Военная энциклопедия Сытина описывает так:
Опыт совместного воспитания значительного количества детей в военных гимназиях и прогимназиях интернатного типа (то есть, с проживанием) показал, что в каждом большом интернате встречаются такие воспитанники, которые, вследствие различных неблагоприятных обстоятельств их  жизни, порочных наклонностей, строптивого характера, крайней распущенности, глубокого укоренения дурных привычек и прочего, не поддавались обыкновенному воспитательному влиянию, и поэтому оказываются нетерпимыми в общем заведении. 
Между тем, исключение таких воспитанников из заведения встречало нередко большие затруднения, как вследствие отказа лиц, определивших воспитанника в заведение, взять его обратно (!), так и вследствие сиротства воспитанника, лишавшегося при исключении из военно-учебного заведения не только образования но и крова. И если для военных гимназий был еще исход — переводить таких воспитанников в военные прогимназии, то для прогимназий не было и этого исхода, и потому они должны были терпеть их у себя до того времени, когда они могли определиться на действительную военную службу, что после введения закона о всеобщей воинской повинности (т. е. военной реформы царя Александра Второго) могло состоятся не ранее, как с 17 лет. 
В попытках решить каким-либо образом эту проблему, в начале 1869 года директор военной прогимназии полковник Остелецкий и воспитатель 2-й военной гимназии капитан А. Н. Макаров (в дальнейшем — генерал от инфантерии) были командированы за границу для ознакомления с устройством европейских военно-исправительных заведений. 
Вернувшись из командировки, Макаров и Остелецкий приняли участие в работе особой комиссии при Главном управлении военно-учебных заведений, созданной специально для этой цели. Результатом работы комиссии стало создание «экспериментальной» Военной прогимназии, которая и разместилась в Вольске на месте училища. 
При этом, согласно официальному решению комиссии, средствами исправления воспитанников в новой прогимназии были служить: искреннее личное сочувствие к воспитанникам со стороны учителей и воспитателей, доброе и сильное влияние директора, священника, учителей и воспитателей на каждого из вверенных им детей, усиление обычного  воспитательного надзора и, наконец, строгое регулирование всей материальной и духовной жизни воспитанников.

## Работа прогимназии
Вольская прогимназия была учебным заведением интернатного типа (т.е. с проживанием). Все воспитанники Вольской прогимназии были разделены на небольшие группы из 15 учеников, к каждой из которых прикреплялось по два воспитателя. Курс обучения  длился четыре года и был по содержанию в целом аналогичен курсу обучения в обычной военной прогимназии. 
В первый год существования прогимназии в нее было переведено из военных гимназий 28 воспитанников, «по характеру своего поведения и наклонностям заслуживавших удаления из заведений». В 1869 году в прогимназию была переведена 2-я партия воспитанников в количестве 30 человек. Начиная с того же года, перевод в неё воспитанников, требующих исправления, сделался мерой, постоянно практиковавшейся всеми средними военно-учебными заведениями, в том числе кадетскими корпусами и Пажеским корпусом. 
В результате, в прогимназии было собрано до 200 учеников. Воспитателям приходилось много бороться против курения, воровства, грубостей, враждебного настроения к учебному заведению. К тому же, многие воспитанники были не в силах усвоить даже и прогимназического курса. Из наиболее отстающих воспитанников был образован особый ремесленный класс, чтобы подготовить их ко взрослой жизни путём обучения полезному ремеслу.  Остальные воспитанники по окончании курса выпускались в войска вольноопределяющимися 2 разряда, откуда, при получении хорошей аттестации полкового начальства, получали право поступления без экзаменов в Юнкерские училища и в конечном итоге производились в офицеры. 
13 июля 1874 года императором Александром Вторым было утверждено «Положение о Вольской прогимназии», по которому число её воспитанников было уменьшено с двухсот до ста человек.
В 1880 года Вольскую военную гимназию посетил известный психиатр профессор И. А. Сикорский (отец авиаконструктора И. И. Сикорского), чтобы ознакомиться с положением дел. Наблюдения над положением дел в прогимназии послужили профессору основанием для научного доклада, который он сделал в 1882 году на международном конгрессе в Женеве. Доклад этот вызвал живейший интерес участников конгресса, в особенности тем, что Вольская военная прогимназия, будучи исправительным учреждением, в то же время не переставала быть собственно военно-учебным заведением, а не просто мерой наказания для склонных к хулиганству учеников. 
В период с 1868/9 по 1881/2 учебные годы деятельность прогимназии могла быть описана следующими цифрами. За это время в неё поступило учеников: из Пажеского корпуса и военных гимназий — 168, из других военных прогимназий — 151, извне — 26, всего 345; окончили курс 201, не окончили — 51. Окончившие прогимназию ученики допускались к экзаменам в Юнкерские училища. 
С 19 мая 1886 года прогимназия стала называться Вольской военной школой. Указом царя Николая II по военному ведомству №34 за 1902 год было запрещено «кадет, подающих мало надежды к исправлению в нравственном отношении, переводить в означенную школу». Однако, по-прежнему разрешалось переводить туда тех учеников, которые «при порядочной нравственности и достаточном прилежании не могли по своим способностям продолжать курс кадетского корпуса».
В 1903-1904 учебном году был основан старший 5-й класс. Однако он просуществовал недолго, так как в 1908 году Вольская военная школа была преобразована в кадетский корпус, причём прежние воспитанники 1-4 классов, не успевшие окончить курса, были «уволены» на попечение родителей и опекунов с выдачей им единовременного денежного пособия до 300 рублей на человека.  

## Вольский кадетский корпус
Вольский кадетский корпус был создан приказом царя Николая Второго по военному ведомству № 433 за 1908 год. Кадетский корпус был учебным заведением интернатного типа, первоначально рассчитанным на 250 учеников. Курс обучения являлся пятилетним. В первый год были принятые только кадеты, поступавшие на первый год обучения (50 человек), в дальнейшем принималось по 40 человек ежегодно, так, чтобы максимальная фактическое число кадет в корпусе составило бы (без учёта исключённых) 210, а в дальнейшем снизилось до 200. 
В военно-организационном отношении кадеты составляли две роты по сто человек. Храмовой праздник корпуса был установлен 14 сентября (по старому стилю), а корпусной праздник — 6 декабря (также по старому стилю). В корпусе служило 13 офицеров-воспитателей, его первым директором в 1908 году был назначен генерал-майор Моралевский,  из полтавских дворян. В 1910 году его сменил генерал-майор М. П. Бородин, оренбургского казачьего происхождения.
В корпусе выпускался журнал «Волец», неполная подшивка номеров которого сохранилась в фондах Российской национальной библиотеки в Санкт-Петербурге. 
Первый выпуск корпуса состоялся 29 мая 1914 года. Следующие выпуски состоялись в 1915, 1916 и 1917 годах. 19 апреля 1918 года Постановлением Вольского Совета народных комиссаров Вольский кадетский корпус был закрыт (за месяц до пятого выпуска; который можно считать состоявшимся, так как курс обучения кадетами был окончен).
В дальнейшем, после десятилетнего перерыва, в 1928 году в городе Вольске в бывших помещениях корпуса была создана Объединённая школа лётчиков и авиационных техников. После череды дальнейших преобразований, по состоянию на 2023 год является высшим военно-учебным заведением под названием Вольский военный институт материального обеспечения и является филиалом Военной академии материально-технического обеспечения имени А. В. Хрулёва, расположенной в Санкт-Петербурге.

## Некоторые известные ученики

### Вольский кадетский корпус
- Волосевич, Александр Игнатьевич (1898—1949) — русский советский учёный-правовед (выпуск 1917 года).
- Губер, Борис Андреевич (1903—1937) — русский советский поэт. Участвовал в Гражданской войне на стороне красных; расстрелян (1937).
- Лучинский, Александр Александрович (1900—1990) — советский военачальник, Герой Советского Союза (1945), генерал армии.
- Пикалов, Георгий Никитич (1904—1943) — советский художник и график.

### Вольская военно-исправительная школа
- Остен-Сакен, Георгий Алексеевич (1888—1937) — барон, служил в Лейб-гвардии, затем — в РККА, работал в ЧК; расстрелян (1937).

## Некоторые преподаватели и воспитатели
- Агапов, Алексей Алексеевич (1855 — 1912) — генерал-майор, помощник директора Вольской военной школы (1891—1899)
- Корнилов, Афанасий Алексеевич (1868—1936) — генерал-майор, помощник инспектора классов Вольского кадетского корпуса (1910—1913). В дальнейшем — директор Хабаровского кадетского корпуса в Шанхае (до 1924). Из Шанхая, по приказу генерал-лейтенанта барона П. Н. Врангеля, отплыл на пароходе с кадетами в Югославию, куда прибыл в 1925 году, после чего Хабаровский кадетский корпус был влит в состав Первого Русского кадетского корпуса в Югославии.

## Галерея

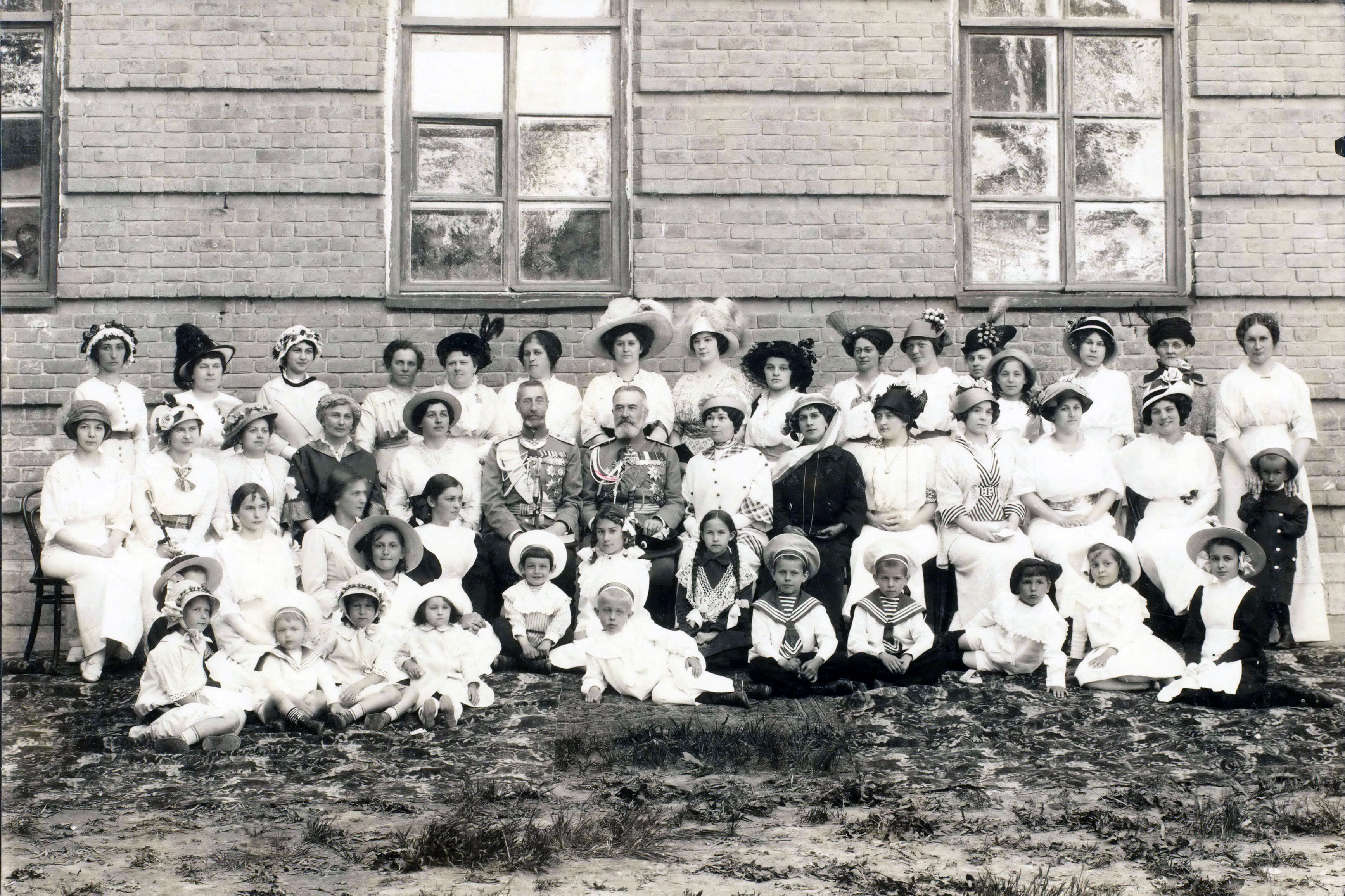
Главный инспектор Военно-учебных заведений Великий князь Константин Константинович Романов и начальник Главного управления Военно-учебных заведений генерал Александр Фёдорович Забелин с жёнами и детьми учителей и воспитателей корпуса, в мае 1914 года, за два месяца до начала Первой мировой войны.
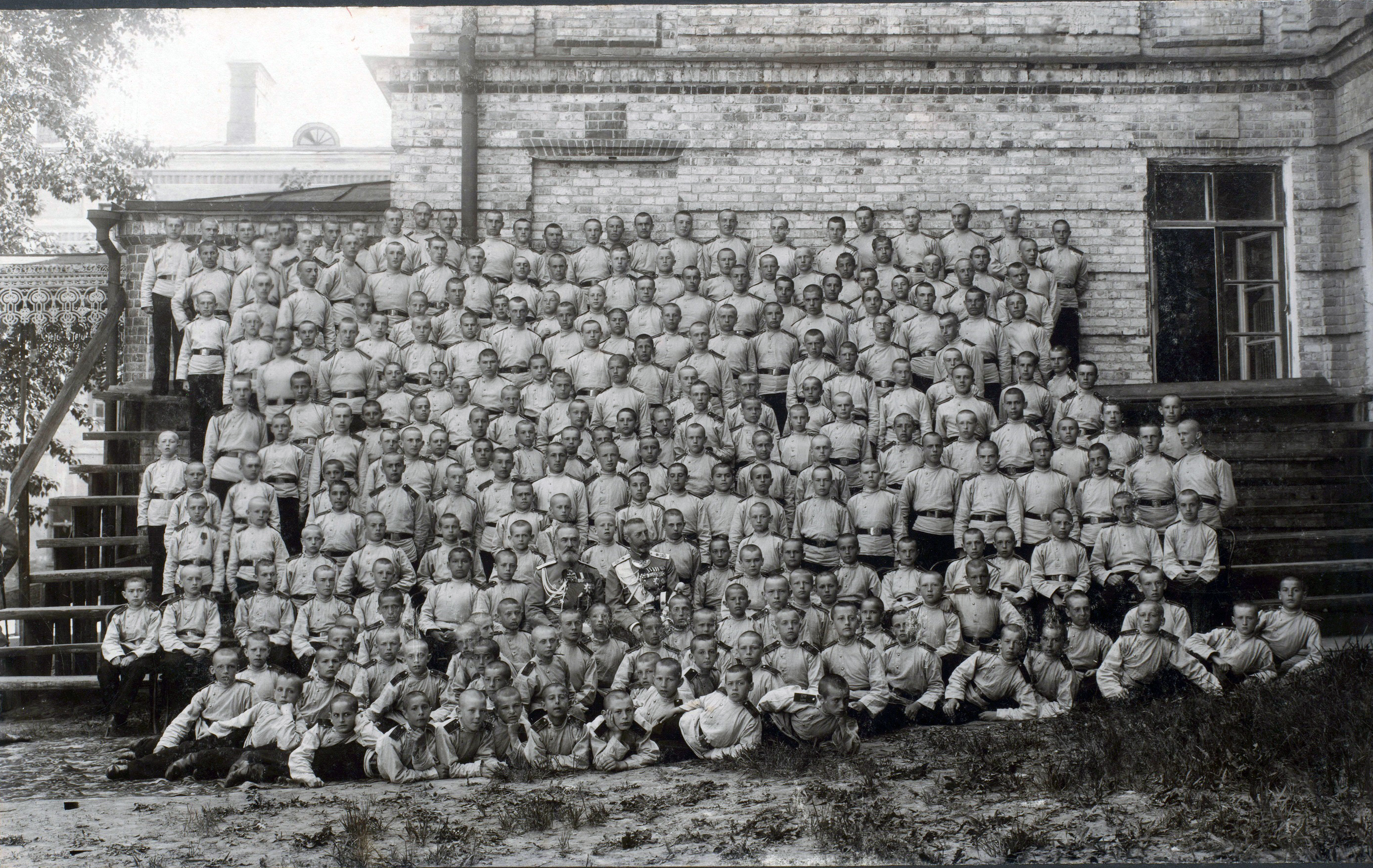
Генерал А. Ф. Забелин и Великий князь Константин Константинович с воспитанниками Вольского кадетского корпуса, 17 мая 1914 года.
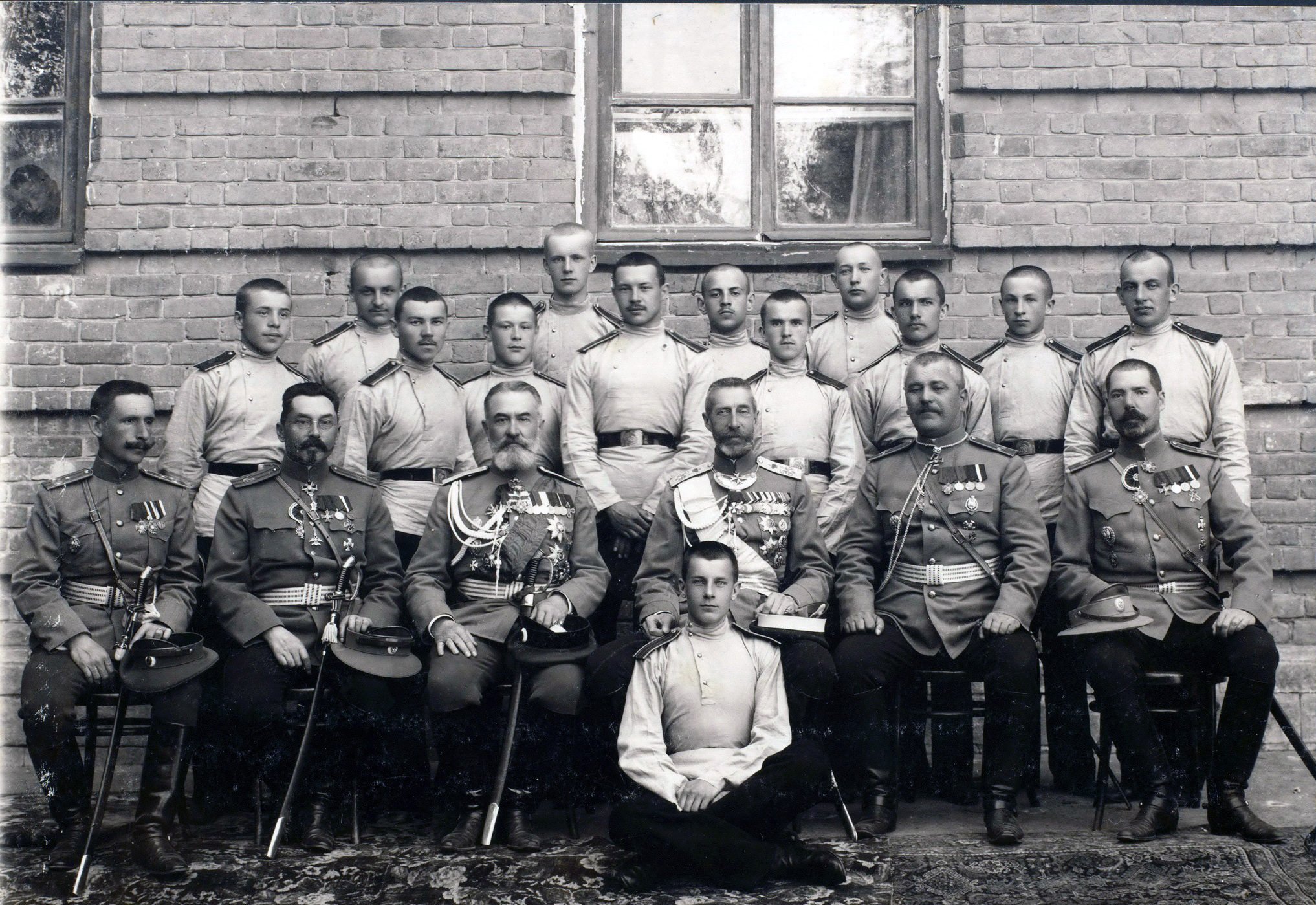
Кадеты корпуса (первый выпускной класс 1914 года за месяц до выпуска). Сидят в центре (слева направо): ротный командир корпуса, полковник В. А. Правиков[2] (второй слева), генерал А. Ф. Забелин (третий слева), великий князь Константин Константинович, директор корпуса генерал-майор М. П. Бородин, полковник В. Н. Халтурин (расстрелян в 1937 году)[3].